# الميدان (عين العرب)
الميدانكي  قرية سوريّة تتبع إداريّاً لمحافظة حلب منطقة عفرين ناحية مركز شران ، بلغ تعداد سكانها 104 نسمة حسب التعداد السكاني لعام 2004.